# Deschampsia foliosa
Deschampsia foliosa är en gräsart som beskrevs av Eduard Hackel. Deschampsia foliosa ingår i släktet tåtlar, och familjen gräs. Inga underarter finns listade i Catalogue of Life.